# Espelho atômico
Em física, um espelho atômico é um dispositivo que reflete átomos neutros de maneira semelhante à forma como um espelho convencional reflete a luz visível. Espelhos atômicos podem ser feitos de campo elétricos ou campo magnéticos, onda eletromagnéticas ou apenas biscoito de silício; no último caso, os átomos são refletidos pelas caudas atrativas da atração de van der Waals. Tal reflexão é eficiente quando a componente normal do número de onda dos átomos é pequena ou comparável à profundidade efetiva do potencial de atração (aproximadamente, a distância na qual o potencial se torna comparável à energia cinética do átomo). Para reduzir a componente normal, a maioria dos espelhos atômicos é inclinada no ângulo de incidência rasante.

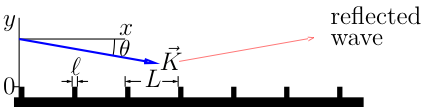
Espelho de ranhura. A onda com vetor de onda é espalhada em ranhuras separadas por uma distância

Em incidência rasante, a eficiência da reflexão quântica pode ser aprimorada por uma superfície coberta com sulcos (espelho com sulcos).
O conjunto de sulcos estreitos reduz a atração dos átomos pelas superfícies devido à força de van der Waals e aumenta a reflexão. Cada sulco bloqueia parte da frente de onda, causando difração de Fresnel.
Tal espelho pode ser interpretado em termos do efeito Zenão. Podemos assumir que o átomo é "absorvido" ou "medido" nos sulcos. A medição frequente (sulcos estreitamente espaçados) suprime a transição da partícula para o semi-espaço com absorvedores, causando reflexão especular. Com uma separação grande {\displaystyle ~L~} entre os sulcos finos, a refletividade do espelho com sulcos é determinada pelo momento adimensional {\displaystyle ~p={\sqrt {KL~}}~\theta ~}, e não depende da origem da onda; portanto, é adequado para a reflexão de átomos.

## Aplicações
- interferometria atômica